# Sporobolus recurvatus
Sporobolus recurvatus är en gräsart som beskrevs av Boechat och Longhi-wagner. Sporobolus recurvatus ingår i släktet droppgräs, och familjen gräs. Inga underarter finns listade i Catalogue of Life.